# آلبرت ریشتر
آلبرت ریشتر (آلمانی: Albert Richter; ۱۴ اکتبر ۱۹۱۲ – ۲ ژانویهٔ ۱۹۴۰) دوچرخه‌سوار اهل آلمان بود.
وی که دوچرخه‌سوار پیست بود یکی از گزینه‌های اعزام به بازی‌های المپیک تابستانی ۱۹۳۲ اما موفق شرکت در این مسابقات نشد، ریشتر که عقاید و فعالیت‌های ضدنازیسم داشته در سال ۳۱ دسامبر ۱۹۳۹ در قطار توسط مأمورین دستگیر شد و در ۲ ژانویه ۱۹۴۰ مرگ وی اعلام شد اما دلیل آن مشخص نشد، با این حال مرگ وی به گشتاپو و اعدام توسط آنها منتصب می‌شود.